# Кировская ТЭЦ-4
Кировская ТЭЦ-4 — тепловая электростанция в составе ТГК-5. Крупнейшая электростанция Кировской области по тепловой мощности. Крупнейшая электростанция России, использующая (на некоторых энергоблоках) торф в качестве основного топлива. Расположена в Кирове, на улице Луганской Октябрьского района.
Электрическая мощность — 353 МВт, тепловая мощность — 1376 Гкал/ч.
Персонал — 493 человека.
ТЭЦ выдаёт электроэнергию по 15 воздушным ЛЭП напряжением 110 киловольт:
- ТЭЦ-4 — ПС «Северная», 2 цепи.
- ТЭЦ-4 — ПС «ОЦМ», 2 цепи.
- ТЭЦ-4 — ПС «Шевели», 2 цепи.
- ТЭЦ-4 — ПС «Западная», 2 цепи.
- ТЭЦ-4 — ПС «Сельмаш».
- ТЭЦ-4 — ПС «Бытприбор».
- ТЭЦ-4 — ПС «Киров», 2 цепи.
- ТЭЦ-4 — ПС «Бахта».
- ТЭЦ-4 — ПС «Красногорская».
- ТЭЦ-4 — ПС «Красный Курсант».

## История[2]
Решение строить станцию было принято в конце 1950-х годов в связи с нарастающим дефицитом генерирующих электро- и тепломощностей, появившимся вследствие развития предприятий, эвакуированных в Киров во время Великой Отечественной войны. В качестве места строительства был утверждён отдалённый от городской застройки участок восточнее посёлка Ганино и южнее завода № 32. Строительство началось в 1958 году, руководителем строительного участка был назначен Л. М. Абдурахманов. В первый год сооружены артезианские скважины, 11 щитовых домов и кирпичное общежитие для сотрудников. К 1962 году завершились основные строительно-монтажные работы. 12 февраля 1963 года был совершён пробный запуск энергосистемы: растоплен котёл № 1, синхронизирована работа турбины и электрогенератора. В 1965 году завершено строительство первой очереди ТЭЦ.
В 1990 году станция подготовлена к работе на природном газе. В 1992 году ТЭЦ-4 вошла в созданное на базе регионального энергоуправления акционерное общество «Кировэнерго». В ходе реорганизации РАО ЕЭС станция в 2005—2006 годах поэтапно перешла под контроль Территориальной генерирующей компании № 5.
В 2009 году завершились работы по модернизации котла № 9 стоимостью 232 млн рублей по проекту ООО "Компания «НТВ-энерго». В результате котёл подготовлен к работе на всех основных видах топлива (уголь, торф, газ, мазут), увеличился КПД котла, а выбросы в атмосферу сократились на 65 %.
23 апреля 2014 года осуществлен пуска турбоагрегата № 2 мощностью 65 МВт.
В декабре 2014 году состоялся ввод в эксплуатацию нового турбоагрегата ст. № 6 мощностью 125 МВт типа Т-120/130-130-8МО.

## Технологическое нарушение 9 июня 2008 года
9 июня 2008 года в 17:08 при вводе в работу из планового ремонта одной из воздушных ЛЭП, отходящих от ОРУ 110 КВ Кировской ТЭЦ-4, произошло короткое замыкание, в результате которого отключилась первая система шин. Вторая система шин в этот момент была выведена в плановый ремонт. Это привело к отключению всех ЛЭП, по которым осуществляется выдача электроэнергии потребителям, и потере всех генерирующих мощностей ТЭЦ-4, после чего автоматика отключила генерирующее оборудование станции, что позволило избежать его повреждения. В результате произошло отключение электроэнергии на части территории города Кирова. Частично обесточенными оказались: центр города, район Железнодорожного вокзала и Юго-западный район, а также весь Октябрьский район и ряд крупных промышленных предприятий.
- В 17:38 электроснабжение было восстановлено из резервных источников, началось включение потребителей.
- В 17:40 на станции приступили к растопке котлов.
- В 17:43 электроснабжение всех потребителей было восстановлено.
- В 20:56 генераторы ТЭЦ начали подавать электроэнергию в сеть.

Для расследования причин аварии была создана комиссия, в состав которой вошли представители ОАО «ТГК-5», специалисты «Ростехнадзора», «Уралэнергонадзора» и «Системного оператора единой энергосистемы России». Было установлено, что причиной инцидента стала ошибка персонала при производстве сложных переключений на электрооборудовании распределительного устройства 110 киловольт.